# Hugo Wickström (jurist)
Hugo Georg Ludvig Wickström, född den 6 november 1892 i Skurups församling, Malmöhus län, död den 8 maj 1984 i Stockholm, var en svensk jurist.
Wickström avlade studentexamen i Malmö 1911 och juris kandidatexamen vid Lunds universitet 1916. Han genomförde tingstjänstgöring 1916–1918. Wickström blev assessor i Hovrätten över Skåne och Blekinge 1921, hovrättsråd där 1930, revisionssekreterare samma år och ånyo hovättsrråd 1936. Han var ledamot av de blandade domstolarna i Egypten 1926–1947 (president 1946–1947), lagman i Hovrätten för Västra Sverige 1948–1951, ledamot av Förenta Nationernas domstolar i Libyen 1951–1955 och i Eritrea 1952–1954, av svensk-franska förlikningsnämnden från 1951 och av schweizisk-amerikanska förlikningsnämnden från 1956, president i skiljekommissionen för egendom, rättigheter och intressen i Tyskland 1956–1969, vicepresident i domstolen över Tysklands utlandsskulder från 1967 och president i domstolen för förhållandet mellan Tyskland och Förenta staterna, Storbritannien och Frankrike från 1970. Wickström blev riddare av Nordstjärneorden 1931, kommendör av andra klassen av samma orden 1947 och kommendör av första klassen 1963. Han vilar på Skurups norra kyrkogård.